# Toepassingen van Angelica

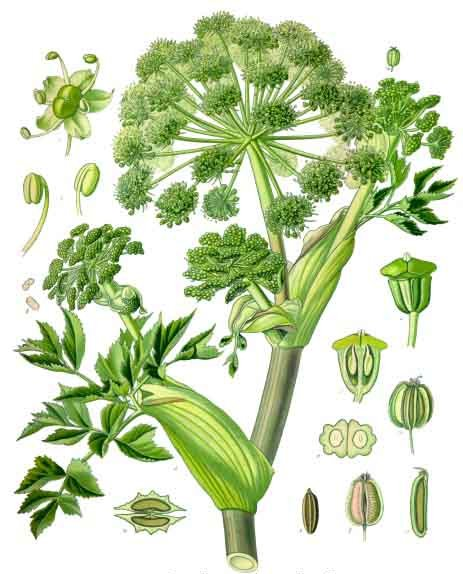
Angelica archangelica

Aan de grote engelwortel (Angelica archangelica) wordt al heel lang een geneeskrachtige werking toegeschreven.

## Teelt en oogst

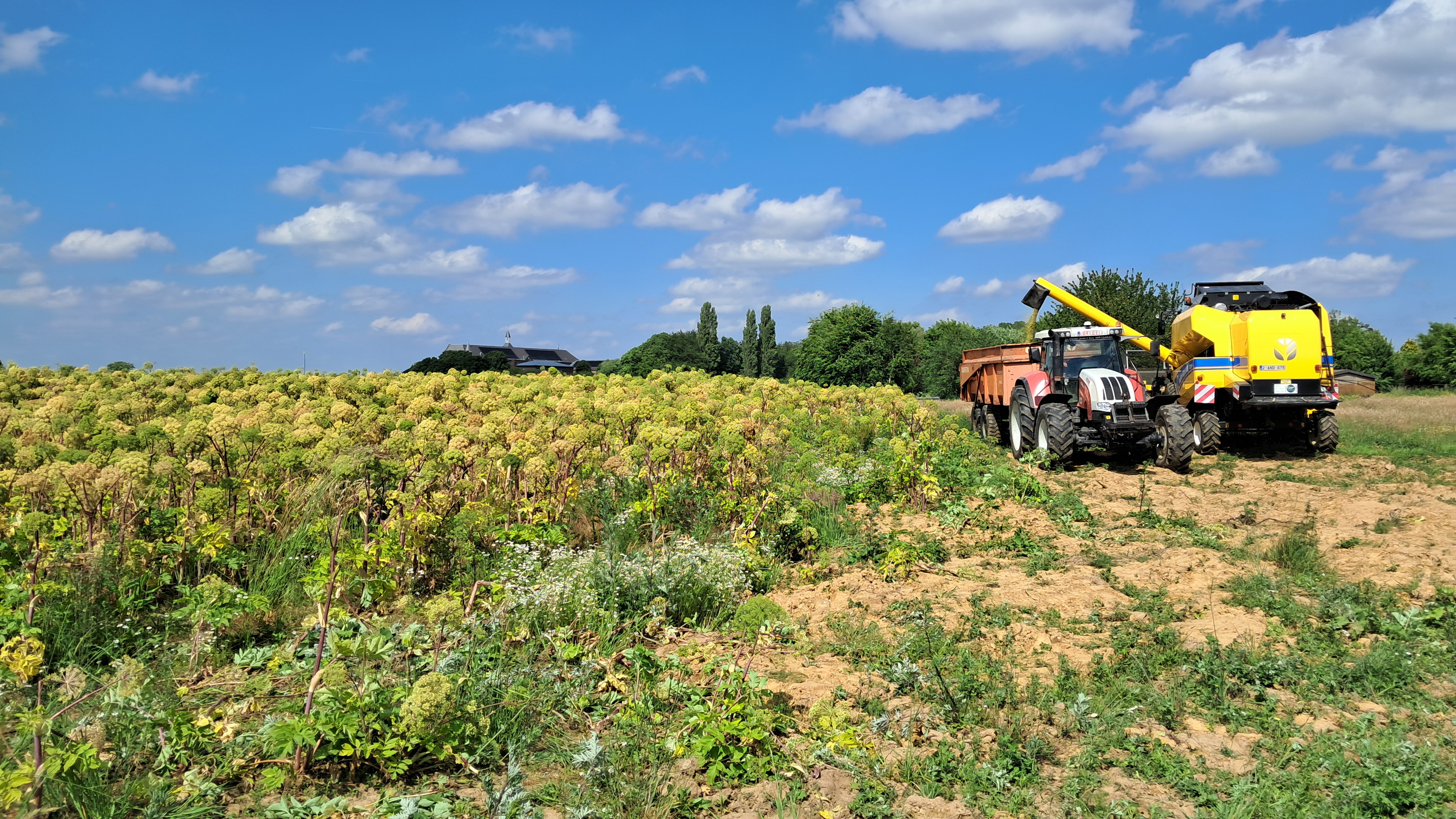
Dorsen van engelwortelzaad in Edingen (2025)

Engelwortel is niet moeilijk te kweken. Het geeft de voorkeur aan een beetje schaduw en de sappigste bladstengels worden verkregen wanneer de plant in diepe aarde met veel humus gekweekt wordt. Als ze op de goede plek staan, groeien ze soms uit tot planten van 2½ meter met grote bladeren en ronde bloemschermen met kleurige, geelgroene bloemen. Het eerste jaar ontwikkelt engelwortel wel blad maar geen stengels en wordt hij zelden hoger dan ½ tot 1 m. Het tweede of soms pas het derde jaar groeit de bloemstengel uit tot zijn volle lengte.
De vermeerdering geschiedt doorgaans uit zaad. Om 100 planten te krijgen, is slechts 1 gram zaad nodig. Daar het zijn kiemkracht snel verliest (de zaadhandel noemt een periode van een half jaar), moet dit liefst direct na het rijp worden of althans direct na de aankoop in een plantenbed worden uitgezaaid op een regelafstand van 30 cm. Het kiemt binnen vier weken. Pas in de herfst van het volgend jaar worden de zaailingen op een onderlinge afstand van 50 × 80 cm uitgeplant. Uitzaaien in een broeibakje is ook mogelijk. Als het zaad eind augustus in grote potten met goede aarde gezaaid wordt, ontkiemt het in september – in dezelfde tijd het jaar daarop heeft men rijpe vruchten.
Of in april in de vrije grond zaaien of vers gewonnen zaden in september in de vrije grond - in het eerste geval ligt het zaad bijna 15 maanden voor het kiemt, in het tweede geval 6 weken. De ontkieming zal plaats hebben in de lente, nadat de koude van de winter de zaden heeft geactiveerd.
Zoals reeds gezegd, verliezen de zaden snel hun kiemkracht, ze komen vlugger uit naarmate ze meer licht ontvangen, dus bij zaaien in ondiepe geultjes.
De planten zaaien zichzelf ook uit. In het tweede jaar gebeurt dat zo uitbundig, dat het alleen al daarom beter is de bloemschermen tijdig af te snijden. Soms is het mogelijk de uitlopers die zich weleens rondom de basis van de stengel ontwikkelen, uit te zetten. Poot dergelijke plantjes minimaal 1 m van elkaar op een vochtige plek die gedeeltelijk beschaduwd is.
Men kan engelwortel ook door scheuren vermeerderen; de op die manier verkregen planten worden reeds in de herfst op dezelfde onderlinge afstand als gezaaide uitgezet.
In het voorjaar moet men geregeld schoffelen en wieden. Zodra de planten hoger worden, moet men ze aanaarden om hun meer houvast tegen harde wind te geven.
Engelwortel is een solitairplant, verdraagt slecht droogte en houdt van een goed gestructureerde, doorlaatbare, humusrijke grond en een vochtige standplaats. Hij kan ook halfschaduw verdragen maar geen slecht gedraineerde, natte grond en aanhoudende droogte. Alhoewel hij ongevoelig is voor vorst, heeft hij in de winter enige bedekking nodig. Hij gedijt ook op minder milde plaatsen. Hij sterft af na zaadvorming.
Als de bloemstengels afgesneden worden voordat ze volgroeid zijn, blijft de plant nog verscheidene jaren doorgroeien en hij heeft er gewoonlijk drie tot vier jaar voor nodig om op volle grootte te komen.
Door de stengels in het najaar tot de grond toe af te snijden, is het mogelijk dat de planten opzij gaan uitlopen.
Engelwortel moet in het tweede jaar van de teelt in juli twee keer worden bemest en verschillende malen worden gehakt. De mest kan het eenvoudigst droog tussen de planten worden gestrooid. Samengestelde kunstmest, waarin de drie voornaamste stoffen stikstof, fosfor en kalium in ongeveer gelijke verhouding voorkomen, is het meest geschikt. Bij iedere bemesting kan zonder bezwaar 25 tot 30 g worden gestrooid.
Engelwortel is heel goed geschikt voor de beplanting van een plaats in de tuin, die voortdurend in de schaduw ligt.
De verse bladeren en bladstelen met de bladribben plukt men tijdens het voorjaar en de zomer, voor de planten gaan bloeien, dus wanneer ze nog mooi groen en sappig zijn. De bladeren, de stengels en de dikste bladstelen worden zorgvuldig in de schaduw gedroogd, zodat ze kleur en aroma behouden. Men gebruikt ze als keukenkruid.
De wortelstokken worden in het tweede of derde jaar in voor- of najaar uitgegraven, gewassen, gespleten en zorgvuldig gedroogd. Beter is de wortels in het najaar van het eerste jaar te rooien, voordat ze ten prooi vallen aan insecten.
De wortels zijn sterk hygroscopisch (vocht uit de lucht aantrekkend) en trekken insecten aan. Daarom zal men de wortels droog en in hermetisch gesloten vaten bewaren. Vroeger ging men voor de bewaring als volgt te werk: men bracht de gedroogde wortel in een zogenaamde kalkkist (een kist, waarin een laag ongebluste kalk), waarin ook nog een bakje met chloroform of tetra geplaatst was. Na 48 uren haalt men de drogerij eruit, ze wordt gelucht, gezeefd en daarna in kalkstopflessen weggeborgen. Omwille van de carcinogene wordt dit niet meer toegepast en werd deze techniek vervangen door het drogen boven een droogstoof.
Gaat het bij de kweek om de wortels, dan moeten de bloeistengels tijdig worden weggesneden, opdat de voedingsstoffen niet voor stengels en zaadvorming worden verbruikt. Het best kan men dunne jonge scheuten plukken. Er mogen slechts zoveel jonge uitlopers en afzonderlijke blaadjes worden geoogst, dat de plant er geen last van krijgt Wanneer te grote hoeveelheden worden geplukt, remt dit de ontwikkeling van de wortel, die bij de engelwortel erg belangrijk is.
Het zaad wordt opgevangen zodra het begint te rijpen, 's morgens als het nog vochtig is van de ochtenddauw.

## Verwerking
De wortel en het zaad worden geoogst en gebruikt. Van de wortel en het zaad wordt onder meer een etherische olie gemaakt.
De aromatische wortel wordt in allerhande likeuren zoals vermout, chartreuse, Bénédictine en gin verwerkt. De inwoners van Twee-Akren in België verbouwen nog menige hectare engelwortel voor medicinaal gebruik. Tijdens de droogtijd hangt over het dorpje een zoetige, bedwelmende geur.
De wortel en soms het zaad van de engelwortel worden vooral in de dierheelkunde gebruikt.
Van de aartsengelwortel worden vooral de wortel en gedroogde wortelstok gebruikt; de vrucht en de twijgen in mindere mate.

## Medisch gebruik
Angelica sylvestris bevat alfa-fellandreen, umbelliferon en een lacton van pentadecanolzuur. De vette olie uit de zaadjes bevat methyl-2-butaanzuur.
Angelica archangelica bevat alfa-fellandreen, angelica hydrocarotine, valeriaanzuur, appelzuur, pectine, methylethylazijnzuur, oxymyristinezuur en anethol.
Bij onderzoek bleek de wortel 0,35% tot 1% etherische olie (angelica essentia), 0,3% angelicazuur, 0,08% angelicine, bergapteen, imperatorine, xanthotoxine, umbelliperine, e.a., en bitterstoffen te bevatten.
Het zaad bevat 1,5% etherische olie, 17% vette olie, talrijke coumarinen en furocoumarinen, en bitterstoffen.
De furocoumarinen kunnen de menselijke huid overgevoelig voor licht maken en bij inwerking van zonlicht kunnen ze huideczemen veroorzaken. Het sap veroorzaakt irritatie van huid en slijmvliezen. De furocoumarinen die fotodermatosen veroorzaken, zijn echter weinig in water oplosbaar, en daarom is het inwendig gebruik van het kruid zonder risico.
In de volksgeneeskunst wordt engelwortel gebruikt bij slechte spijsvertering met onvoldoende maagsapsecretie, bij chronische maag-, darm- en galstoornissen, bij winderigheid, als spasmolyticum bij maagzweer en twaalfvingerige darm, alsook bij maag- en darmontsteking. Het vers blad maar vooral de wortel wordt gebruikt als windverdrijvend middel (fellandreen), als water- en urineafdrijfmiddel, bij lichamelijke zwakte, bij ongesteldheid, ter behandeling van reumatische pijnen.

## Varia
Het vermoeden bestaat dat de heerlijke geur van de muskadeldruiven in sommige rijnwijnen aan de heimelijke toevoeging van Angelica te danken is. Het is een van de ingrediënten van dranken zoals de Franse absint, waarvoor een mengsel gebruikt wordt van angelicawortel, alsem en andere kruiden.
Zowel de wortels als de zaden worden bij het fabriceren van Chartreuse benut.
De wortels worden gebruikt, ofwel samen met jeneverbessen voor het maken van jenever, ofwel als vervangingsmiddel van jeneverbessen.
Samen met karwijzaad wordt het gebruikt voor de bereiding van kummel; de zaden helpen vermout en jenever op smaak brengen en de gedroogde bladeren worden verwerkt in maagbitters.
De jonge stengels en bladribben kunnen in suiker gekookt of gekonfijt genuttigd worden. Te gebruiken als naspijs zoals gember.
De hele plant, van wortel tot zaad, heeft een plezierige aromatische geur en smaak en alle delen zijn bruikbaar voor verschillende doeleinden. In Frankrijk wordt hij ook voor de odeurfabricage verbouwd. De wortels leveren een harsachtige gom, die bij het maken van parfum gebruikt wordt in plaats van muskusbenzoë.
Het kneuzen van verse angelicabladeren verspreidt een verfrissende geur in het interieur van de auto en remt de misselijkheid af.
De bladeren in het badwater werken ontspannend; ze stimuleren de bloedsomloop.
Men kan een uitstekende gele verfstof maken van de engelwortel.

## Keuken
Angelica heeft een doordringende geur en smaak. De verse stengel smaakt in het begin even bitter en daarna wordt de hele mond erg warm. In het Hoge Noorden worden alle onderdelen van de plant, maar vooral de bladstelen als groente gegeten. Schillen en even opkoken nemen de bittere smaak weg.
Een van de huishoudelijke gebruiken van Angelica is het koken, als selderij, van de malse hoofdnerven van de bladeren. In Lapland beschouwt men de stengels als een delicatesse en in IJsland worden zowel de wortels als de stengels rauw gegeten met boter. In Finland eet men de stengels graag geroosterd in de warme as en drinkt men de gezonde, stimulerende thee getrokken van gedroogde of verse bladeren, die aan Chinese geurthee doet denken.
Het enigszins bitter smakende blad kan worden gekookt en als spinazie worden gegeten. Fijngehakt geeft het een muskusachtige smaak aan rabarber.
Bladeren en stengel zijn ook een aromatisch toekruid in visgerechten.
De jonge en fijngehakte bladeren worden gebruikt in salades, sauzen en soepen.
De overlangs doorgesneden stengel, gevuld met zachte kaas vormt een verrassend aperitiefhapje.
De Noren maken van de wortels een soort brood en banketbakkers over de hele wereld gebruiken de zaden en gekonfijte stengels in gebak en suikerwerk. Wegens het doordringend aroma en de gifgroene kleur vormen ze een aantrekkelijke garnering van gebak en puddingen. Vooral in Frankrijk wordt de plant hiervoor op grote schaal verbouwd.
Het konfijten geschiedt aldus:
1. Wanneer de stengels hoogstens 30 cm lang zijn worden zij afgesneden, dun geschild, in vingerlange stukjes gesneden, met kokend water opgezet en in 8-15 minuten gaar gekookt. Afgieten, zodat heel weinig water overblijft. Suiker toevoegen en op een klein vuurtje 10 tot 12 maal opkoken. Op 100 gram stengels heeft men 120 gram suiker nodig.
2. Voor het konfijten van Angelica gebruikt men zowel de dikke, sappige bloemstengels tegen het eind van het voorjaar voordat de bloemen zich openen, als de dikste bladstengels. Snijd ze in stukken van ongeveer 10 cm. Schil ze en kook ze opnieuw tot ze groen zijn. Droog ze daarna af met een doek.

Gebruik voor één pond stengels één pond suiker, schud ze samen goed door elkaar en laat de stengels 2 dagen in een afgesloten aarden pot staan. Kook ze opnieuw tot ze doorzichtig zijn en van een helder groene kleur. Laat ze in een vergiet uitdruipen. Bestrooi ze met zoveel poedersuiker als er aan blijft kleven en laat ze in een lauwe oven drogen (niet hard worden).

## Dranken
De sterke, vluchtige olie bevindt zich vooral in de wortel. Hiervan kan, net als van het zaad, een tonicum worden getrokken dat de eetlust op zou wekken. Na de maaltijd kan het aftreksel ter bevordering van de spijsvertering gedronken worden.
Een infuus van delen van de grote engelwortel zou baat kunnen brengen bij verkoudheid en koorts, daar het een lichte transpiratie zou kunnen veroorzaken.
“Angelicalikeur” wordt door sommige mensen erg lekker gevonden.
1. Neem 30 gram vers geplukte angelicastengels en hak ze fijn, 30 gram gepelde bittere amandelen en stamp ze in de vijzel. Hierop giet men ¼ liter brandewijn. Laat dit mengsel 5 dagen staan, giet het vervolgens door een dunne doek en doe er een halve liter koude stroop bij. Om deze stroop te maken, lost men 350 gram suiker in ¼ liter water op. Laat de stroop afkoelen en giet hem bij de likeur.
2. Kamille-, koriander- en engelwortelbloemen, hyssop, munt, melisse, anijskruiden, kruidnagels, kaneelstokje en wortel van de engelwortel. Alles goed fijngesneden in een fles alcohol zetten en 9 dagen laten intrekken. Maak daarnaast een siroop van suiker en water. Zeef het mengsel en vermeng met de siroop. Laat het 2 weken rusten in een goed afgesloten fles op een koele, donkere plaats. Zeven voor gebruik.

“Klein Zwedenbitter”: Het kruidenmengsel voor Klein Zwedenbitter bestaat uit 10 g aloë, eventueel gentiaan- of alsemwortel, 10 g engelwortel, 5 g driedistel, 10 g manna (sap van de pluimen), 5 g mirre, 10 g natuurlijke kamfer, 10 g rabarberwortel, 0,2g saffraan, 10 g senneblaadjes, 10g Venetiaanse triakel, 10g geelwortel. Deze kruiden doet u in een fles en overgiet ze met 1,5 liter 38- tot 40-procentige korenbrandewijn. Met dagelijks schudden blijft het mengsel minstens 14 dagen in de warmte staan. Voor dagelijks gebruik zeeft men porties in een geschikte pot, die koel bewaard moet worden. Bij het bewaren rijpt de geneeskracht van het Klein Zwedenbitter.
Het recept werd door de Zweedse arts dr. Samst overgeleverd in.
“Thee”: Als aromatische infuus kunnen alle delen van de plant gebruikt worden, maar de wortel geeft de sterkste smaak. Dosis 20g/liter. Angelicathee kan worden gebruikt bij verkoudheid, hoest, chronische catarre van het slijmvlies, opgeblazenheid, gebrek aan eetlust, storingen van de spijsvertering, reumatiek, of gewoon als aromatische drank. Hij wekt zweet- en urineafscheiding op.
“Jam”: Engelwortel bevat veel suiker, waardoor bij toevoeging van bladeren of stengel aan compotes van wrange vruchten veel minder gewone suiker toegevoegd hoeft te worden.
Door het toevoegen van een kleine hoeveelheid verse wortel die tevoren geschraapt en gesnipperd werd, krijgen jam en vooral oranjemarmelade een interessant aroma.
Angelica- en rabarberjam: Deze combinatie vinden sommige mensen veel lekkerder dan rabarber alleen. Snijd 4 pond rabarber- en 1 pond angelicastelen aan stukjes, doe ze in een kom, bedek ze met 4 pond suiker en laat ze acht uur staan. Doe dit mengsel in een pan met dikke bodem en laat zachtjes koken tot het de vereiste dikte heeft.

## Handel
Als Radix, Semen, Herba en Oleum Angelicae.